# 31124 Slavíček
31124 Slavíček è un asteroide della fascia principale. Scoperto nel 1997, presenta un'orbita caratterizzata da un semiasse maggiore pari a 2,3216264 UA e da un'eccentricità di 0,0741604, inclinata di 2,17002° rispetto all'eclittica.